# Finnholsberget
Finnholsberget är ett naturreservat som ligger på toppen av berget med detta namn i Älvdalens kommun i Dalarnas län.
Området är naturskyddat sedan 1986 och är 5 hektar stort. Reservatet består av barrblandskog. med gamla grova tallar.